# Spiraea laeta
Spiraea laeta är en rosväxtart som beskrevs av Alfred Rehder. Spiraea laeta ingår i släktet spireor, och familjen rosväxter.

## Underarter
Arten delas in i följande underarter:
- S. l. subpubescens
- S. l. tenuis